# Maria de França
Maria de França (em francês: Marie de France) foi uma poetisa evidentemente nascida na França e que viveu na Inglaterra em fins do século XII. Praticamente nada é conhecido sobre sua vida anterior, embora ela escrevesse numa forma de Francês antigo que foi copiado pelos escribas anglo-normandos. Logo, muitos dos manuscritos de sua obra apresentam características anglo-normandas.

## Identidade histórica
Os estudiosos desconhecem a verdadeira identidade da mulher que hoje chamamos Maria de França, sendo este nome derivado da forma como ela encerrou um de seus trabalhos ("Ysopet"):
"Al finement de cest escrit
Qu'en romanz ai traitié e dit,
Me numerai pur remembrance:
Marie ai nun, si sui de France"
Que se traduz por:
Ao final deste escrito
Que em romance foi tratado e dito,
Me apresento para lembrança:
Maria é meu nome, eu sou de França.
Várias personagens históricas foram sugeridas como candidatas. Entre aquelas levadas mais a sério, estão Marie, abadessa de Shaftesbury e meia-irmã de Henrique II, rei da Inglaterra; Marie, abadessa de Reading; Marie de Boulogne e, a mais instigante de todas, Marie de Meulan, mulher de Hugh Talbot.

## Histórico
Quatro obras têm sido atribuídos à Marie de France, incluindo 12 "lais bretões" (ou lays), as fábulas "Ysopet", a Lenda do Purgatório de São Patrício e, mais recentemente, a vida de uma santa intitulada La Vie seinte Audree (ou A vida de santa Audrey). Estudiosos têm datado os trabalhos de Marie de cerca de 1160 até 1215, embora provavelmente eles tenham sido escritos entre 1170 e 1205. Um de seus "lais" é dedicado a um "nobre rei", outro a um "Conde William"; imagina-se que o rei em questão seja ou Henrique II da Inglaterra ou seu filho mais velho, conhecido como "Henrique, o Jovem Rei". O Conde William em questão é, muito provavelmente, William de Mandeville, 3º Conde de Essex, ou William Marshall. Como a esposa de Henrique II, Eleonor da Aquitânia era conhecida como patrona de trovadores e outros artistas, foi sugerido por alguns que Marie de France era integrante da corte dela.